# René Schiekel
René Schiekel (ur. 25 sierpnia 1966) – wschodnioniemiecki, a potem niemiecki zapaśnik walczący w stylu klasycznym. Olimpijczyk z Atlanty 1996, gdzie zajął szóste miejsce kategorii 130 kg.
Ósmy na mistrzostwach świata w 1995. Piąty na mistrzostwach Europy w 1996. Czwarty w Pucharze Świata w 1995 roku.
Wicemistrz NRD w 1986 (st.wolny) i 1987; trzeci w 1986, 1989. Mistrz Niemiec w 1991, 1996, 1999 i 2000; drugi w 1995 i 2001; trzeci w 1997 roku.